# Omar Charif Belbey
Omar Charif Belbey (Rouen, 7 ottobre 1973) è un ex calciatore francese naturalizzato algerino, di ruolo centrocampista.

## Carriera

### Club
Ha sempre giocato nel campionato francese.

### Nazionale
Con la Nazionale algerina ha partecipato alla Coppa d'Africa 2002.